# Jean-Claude Brialy
Jean-Claude Brialy (Aumale, 30 marzo 1933 – Monthyon, 30 maggio 2007) è stato un attore, regista e sceneggiatore francese.

## Biografia
Figlio di un alto ufficiale dell'esercito, Roger Jean Brialy e di Suzanne Abraham, Brialy nacque in Algeria ad Aumale, odierno Sour El Ghozlane in Cabilia, e crebbe in Francia e Germania. Mentre studiava Filosofia all'Università di Strasburgo, iniziò a seguire i corsi di recitazione presso il Conservatorio della città e debuttò in teatro, partecipando a diverse commedie di repertorio leggero. L'esordio cinematografico avvenne nel 1956 con il film L'ami de la famille (1956) di Jack Pinoteau. Ebbe una particina nel film Ascensore per il patibolo (1958) di Louis Malle.
Interprete di numerosi cortometraggi diretti da Jean-Luc Godard e Jacques Rivette, Brialy si affermò definitivamente sul grande schermo con Le beau Serge (1958) e I cugini (1959) di Claude Chabrol, regista che lo valorizzò fino a farlo diventare uno degli interpreti prediletti dagli autori francesi della Nouvelle Vague, come Godard in La donna è donna (1961) e François Truffaut ne La sposa in nero (1968).
Oltre a confermarsi ottimo attore drammatico, Brialy dimostrò di essere un interprete portato anche per ruoli brillanti, grazie a una recitazione spigliata e spiritosa. Tra i film che sfruttarono al meglio queste sue caratteristiche sono da ricordare Il castello in Svezia (1963), una commedia bizzarra e sofisticata diretta da Roger Vadim, e Il ginocchio di Claire (1971) di Éric Rohmer. Nello stesso anno esordì nella regia con Eglantine, cui seguirono L'oiseau rare (1973), Male d'amore (1974), Les malheurs de Sophie (1981), Un bon petit diable (1983) e alcuni lavori televisivi.
Molto attivo anche nel cinema italiano, prese parte, fra gli altri, ai film La notte brava (1959) di Mauro Bolognini, La banda Casaroli (1962) di Florestano Vancini, Cose di Cosa Nostra (1971) di Steno, Il mondo nuovo (1982), ispirato alla storica Fuga a Varennes e diretto da Ettore Scola, che chiamò nuovamente Brialy venti anni più tardi per Concorrenza sleale (2001), dirigendolo in un ruolo in cui l'attore dimostrò ancora una volta la sua incisività e la sua padronanza della scena.
Artista corretto e professionale, Brialy continuò la sua carriera di attore cinematografico fino agli ultimi anni di vita: tra le sue ultime interpretazioni, South Kensington (2001) di Carlo Vanzina e C'est le bouquet (2002).

## Vita privata
In un'intervista al giornale Têtu nel maggio 2005, parlò della propria sessualità dichiarandosi un «omosessuale naturale», ossia un omosessuale che per egoismo e per gusto ha preferito i rapporti sessuali con uomini a quelli con le donne, pur non disdegnandoli. Ha sempre sostenuto l'associazione Sidaction nella sua battaglia contro l'AIDS e, alcuni anni prima di morire di cancro, organizzò, assieme a Sophia Loren, un'asta di beneficenza che permise di raccogliere 10 milioni di franchi (circa 1,5 milioni di euro).

## Filmografia parziale

Brialy in I nostri mariti (1966)

### Attore
- Eliana e gli uomini (Elena et les hommes), regia di Jean Renoir (1956) – parte tagliata nel montaggio del film
- La sonate à Kreutzer, regia di Éric Rohmer (1956)
- L'ami de la famille, regia di Jacques Pinoteau (1957)
- Un amour de poche, regia di Pierre Kast (1957)
- L'uomo a tre ruote (Le tripoteur), regia di Jacques Pinoteau (1957)
- Tutti possono uccidermi (Tous peuvent me tuer), regia di Henri Decoin (1957)
- Traffico bianco (Cargaison blanche), regia di Georges Lacombe (1957)
- L'école des cocottes, regia di Jacqueline Audry (1958)
- Le beau Serge, regia di Claude Chabrol (1958)
- Ascensore per il patibolo (Ascenseur pour l'échafaud), regia di Louis Malle (1958) – non accreditato
- Et ta soeur, regia di Maurice Delbez (1958)
- L'amante pura (Christine), regia di Pierre Gaspard-Huit (1958)
- I cugini (Les cousins), regia di Claude Chabrol (1959)
- I 400 colpi (Les quatre cents coups), regia di François Truffaut (1959)
- Furore di vivere (Le chemin des écoliers), regia di Michel Boisrond (1959)
- Les yeux de l'amour, regia di Denys de La Patellière (1959)
- La notte brava, regia di Mauro Bolognini (1959)
- La dolce età (Le bel âge), regia di Pierre Kast (1960)
- Il gigolò (Le gigolò), regia di Jacques Deray (1960)
- I bellimbusti (Les Godelureaux), regia di Claude Chabrol (1961)
- La donna è donna (Une femme est une femme), regia di Jean-Luc Godard (1961)
- I leoni scatenati (Les lions sont lâchés), regia di Henri Verneuil (1961)
- Il pozzo delle tre verità (Le puits aux trois vérités), regia di François Villiers (1961)
- Amori celebri (Amours célèbres), regia di Michel Boisrond, episodio Agnes Bernauer (1961)
- Parigi ci appartiene (Paris nous appartient), regia di Jacques Rivette (1961)
- I sette peccati capitali (Les sept péchés capitaux), regia di Claude Chabrol, episodio L'avarizia (L'avarice) (1962)
- Desideri nel sole (Adieu Philippine), regia di Jacques Rozier (1962)
- Chéry, regia di François Chatel – film TV (1962)
- I peccatori della foresta nera (La chambre ardente), regia di Julien Duvivier (1962)
- Una ragazza a rimorchio (Les petits matins), regia di Jacqueline Audry (1962)
- L'educazione sentimentale (Education sentimentale), regia di Alexandre Astruc (1962)
- La banda Casaroli, regia di Florestano Vancini (1962)
- Le tentazioni quotidiane (Le diable et les dix commandements), regia di Julien Duvivier (1962)
- Arsenio Lupin contro Arsenio Lupin (Arsène Lupin contre Arsène Lupin), regia di Édouard Molinaro (1962)
- Tre morti per Giulio (Carambolages), regia di Marcel Bluwal (1963)
- Uno dei tre (La glaive et la balance), regia di André Cayatte (1963)
- Il castello in Svezia (Un château en Suède), regia di Roger Vadim (1963)
- Il piacere e l'amore (La ronde), regia di Roger Vadim (1964)
- L'amour à la mer, regia di Guy Gilles (1964)
- La pappa reale (La bonne soupe), regia di Robert Thomas (1964)
- Tonio Kröger, regia di Rolf Thiele (1964)
- Caccia al maschio (La chasse à l'homme), regia di Édouard Molinaro (1964)
- ...poi ti sposerò (Un monsieur de compagnie), regia di Philippe de Broca (1964)
- Come sposare un primo ministro (Comment épouser un premier ministre), regia di Michel Boisrond (1964)
- Les siffleurs, regia di Eino Ruutsalo (1964)
- La bonne occase, regia di Michel Drach (1965)
- Il morbidone, regia di Massimo Franciosa (1965)
- Io la conoscevo bene, regia di Antonio Pietrangeli (1965)
- Colpo grosso a Parigi (Cent briques et des tuiles), regia di Pierre Grimblat (1965)
- La mandragola, regia di Alberto Lattuada (1965)
- I nostri mariti, regia di Luigi Zampa, episodio Il marito di Olga (1966)
- Tutti pazzi meno io (Le roi de coeur), regia di Philippe de Broca (1966)
- Il 13º uomo (Un homme de trop), regia di Costa-Gavras (1967)
- L'amore attraverso i secoli (Le plus vieux métier du monde), regia di Philippe de Broca, episodio Mademoiselle Mimi (1967)
- Lamiel, regia di Jean Aurel (1967)
- La sposa in nero (La mariée était en noir), regia di François Truffaut (1968)
- Manon 70, regia di Jean Aurel (1968)
- Caroline chérie, regia di Denys de La Patellière (1968)
- Operazione San Pietro, regia di Lucio Fulci (1968)
- Tout peut arriver, regia di Philippe Labro (1969)
- Il ginocchio di Claire (Le genou de Claire), regia di Éric Rohmer (1970)
- Le bal du comte d'Orgel, regia di Marc Allégret (1970)
- Cose di Cosa Nostra, regia di Steno (1970)
- Una stagione all'inferno, regia di Nelo Risi (1971)
- La sedia a rotelle (Un meurtre est un meurtre), regia di Étienne Périer (1972)
- L'oiseau rare, regia di Jean-Claude Brialy (1973)
- Male d'amore (Un amour de pluie), regia di Jean-Claude Brialy (1974)
- La modella (Comme un pot de fraises!), regia di Jean Aurel (1974)
- Il fantasma della libertà (Le fantôme de la liberté), regia di Luis Buñuel (1974)
- Un letto in società (Catherine et Cie), regia di Michel Boisrond (1975)
- Il giudice e l'assassino (Le Juge et l'assassin), regia di Bertrand Tavernier (1976)
- Un animale irragionevole (A Nudez de Alexandra), regia di Pierre Kast (1976)
- Uova strapazzate (Les oeufs brouillés), regia di Joël Santoni (1976)
- La gang dell'Anno Santo (L'année sainte), regia di Jean Girault (1976)
- Barocco, regia di André Téchiné (1976)
- Doppio delitto, regia di Steno (1977)
- Julie pot-de-colle, regia di Philippe de Broca (1977)
- L'imprécateur, regia di Jean-Louis Bertuccelli (1977)
- Distanza zero (Le point de mire), regia di Jean-Claude Tramont (1977)
- Agenzia matrimoniale A (Robert et Robert), regia di Claude Lelouch (1978)
- La chanson de Roland, regia di Frank Cassetti (1978)
- Il maestro di nuoto (Le maître-nageur), regia di Jean-Louis Trintignant (1979)
- Bobo Jacco, regia di Walter Bal (1979)
- L'oeil du maître, regia di Stéphane Turc (1980)
- La banchiera (La banquière), regia di Francis Girod (1980)
- Bolero (Les uns et les autres), regia di Claude Lelouch (1981)
- Il mondo nuovo, regia di Ettore Scola (1982)
- La ragazza di Trieste, regia di Pasquale Festa Campanile (1982)
- Le démon dans l'île, regia di François Leroi (1983)
- Cap Canaille, regia di Juliet Berto e Jean-Henri Roger (1983)
- Mia dolce assassina (Mortelle randonnée), regia di Claude Miller (1983)
- Édith et Marcel, regia di Claude Lelouch (1983)
- Sarah, regia di Maurice Dugowson (1983)
- Stella, regia di Laurent Heynemann (1983)
- La crime, regia di Philippe Labro (1983)
- Papy fait de la résistance, regia di Jean-Marie Poiré (1983)
- Pinot simple flic, regia di Gérard Jugnot (1984)
- Telephone (Le téléphone sonne toujours deux fois), regia di Jean-Pierre Vergne (1985)
- Ore 20 scandalo in diretta (Le 4ème pouvoir), regia di Serge Leroy (1985)
- Le mariage du siècle, regia di Philippe Galland (1985)
- L'Effrontée - Sarà perché ti amo? (L'Effrontée), regia di Claude Miller (1985)
- L'ispettore Lavardin (Inspecteur Lavardin), regia di Claude Chabrol (1986)
- Suivez mon regard, regia di Jean Curtelin (1986)
- Le débutant, regia di Daniel Janneau e Francis Perrin (1986)
- Les Innocents, regia di André Téchiné (1987)
- Levy e Goliath (Lévy et Goliath), regia di Gérard Oury (1987)
- Grand Guignol, regia di Jean Marboeuf (1987)
- Maschenka, regia di John Goldschmidt (1987)
- Le moustachu, regia di Dominique Chaussois (1987)
- Voglia d'amare (Maladie d'amour), regia di Jacques Deray (1987)
- Commedia d'estate (Comédie d'été), regia di Daniel Vigne (1989)
- C'era un castello con 40 cani, regia di Duccio Tessari (1990)
- Ripoux contre ripoux, regia di Claude Zidi (1990)
- Faux et usage de faux, regia di Laurent Heynemann (1990)
- Al diavolo la morte (S'en fout la mort), regia di Claire Denis (1990)
- Août, regia di Henri Herré (1991)
- La regina Margot (La Reine Margot), regia di Patrice Chéreau (1994)
- Il mostro, regia di Roberto Benigni (1994)
- Cento e una notte (Les cent et une nuits de Simon Cinéma), regia di Agnès Varda (1995)
- Una donna francese (Une femme française), regia di Régis Wargnier (1995)
- L'insolente (Beaumarchais, l'insolent), regia di Édouard Molinaro (1996)
- Profumo d'Africa (Les caprices d'un fleuve), regia di Bernard Giraudeau (1996)
- Portraits chinois, regia di Martine Dugowson (1996)
- Il conte di Montecristo (Le comte de Monte Cristo), regia di Josée Dayan – miniserie TV (1998)
- L'homme de ma vie, regia di Stéphane Kurc (1999)
- Kennedy et moi, regia di Sam Karmann (1999)
- Actors (Les acteurs), regia di Bertrand Blier (2000)
- In extremis, regia di Etienne Faure (2000)
- Concorrenza sleale, regia di Ettore Scola (2001)
- South Kensington, regia di Carlo Vanzina (2001)
- Les filles, personne s'en méfie, regia di Charlotte Silvera (2002)
- C'est le bouquet!, regia di Jeanne Labrune (2002)
- Les clefs de bagnole, regia di Laurent Baffie (2003)
- People, regia di Fabien Onteniente (2004)
- La maledizione dei Templari (Les rois maudits), regia di Josée Dayan – miniserie TV (2005)
- Quartier V.I.P., regia di Laurent Firode (2005)
- Monsieur Max, regia di Gabriel Aghion – film TV (2007)
- Vous êtes de la police?, regia di Romuald Begnon (2007)

### Regista
- Églantine (1972)
- Les volets clos (1973)
- L'oiseau rare (1973)
- Male d'amore (Un amour de pluie) (1974)

## Doppiatori italiani
- Pino Locchi ne Il castello in Svezia, Colpo grosso a Parigi, Una stagione all'inferno, Il giudice e l'assassino, La gang dell'Anno Santo, Doppio delitto
- Cesare Barbetti in Furore di vivere, Io la conoscevo bene, La sposa in nero, La ragazza di Trieste
- Giuseppe Rinaldi ne La donna è donna, Le tentazioni quotidiane, Caccia al maschio, La mandragola
- Gianfranco Bellini ne L'amante pura, ...poi ti sposerò
- Renato Izzo ne Il morbidone, I nostri mariti
- Corrado Pani ne La notte brava
- Massimo Turci in Caroline chérie
- Oreste Lionello in Operazione San Pietro
- Pino Colizzi in Cose di Cosa Nostra
- Dario Penne ne Il fantasma della libertà
- Mino Caprio in C'era un castello con 40 cani
- Elio Pandolfi ne Il mostro
- Giovanni Petrucci ne Il conte di Montecristo
- Gianni Musy in Concorrenza sleale
- Francesco Vairano in South Kensington
- Gaetano Amato ne La maledizione dei Templari